# ديفيد دياس
ديفيد دياس مواليد 21 أبريل 1969 في لواندا، هو لاعب كرة سلة أنغولي سابق. بدأ مسيرته الاحترافية في سنة 1985. مثّل منتخب بلاده. شارك في دورة الألعاب الأولمبية الصيفية سنة 1992. حقق المركز الأول في بطولة أمم أفريقيا لكرة السلة 1989. اعتزل اللعب في 2003.

## سجل المنافسة
شارك في المنافسات التالية:
- الألعاب الأولمبية الصيفية 2000
- الألعاب الأولمبية الصيفية 1996
- الألعاب الأولمبية الصيفية 1992

## الميداليات
| الميدالية | المسابقة                          |
| --------- | --------------------------------- |
| ذهبية     | بطولة أمم أفريقيا لكرة السلة 1989 |
| ذهبية     | بطولة أمم أفريقيا لكرة السلة 1992 |
| ذهبية     | بطولة أمم أفريقيا لكرة السلة 1993 |
| ذهبية     | بطولة أمم أفريقيا لكرة السلة 1995 |
| ذهبية     | بطولة أمم أفريقيا لكرة السلة 2001 |
| برونزية   | بطولة أمم أفريقيا لكرة السلة 1987 |
| برونزية   | بطولة أمم أفريقيا لكرة السلة 1997 |

## روابط خارجية
- ديفيد دياس على موقع الاتحاد الدولي لكرة السلة (الإنجليزية)
- ديفيد دياس على موقع كرة السلة الأوروبية.كوم (الإنجليزية)
- ديفيد دياس على موقع ريلجم (الإنجليزية)
- ديفيد دياس على موقع بروبوليرز (الإنجليزية)
- ديفيد دياس على موقع سبورتس رفرنس (الإنجليزية)
- ديفيد دياس على موقع أوليمبيديا (الإنجليزية)